# جيمس ألين بيرن
جيمس ألين بيرن هو سياسي كندي، ولد في 27 يناير 1911 في غراند رابيدز في الولايات المتحدة، وتوفي في 5 سبتمبر 1975. حزبياً، نشط في الحزب الليبرالي الكندي. وقد انتخب عضو مجلس العموم الكندي.